# Хафель
Ха́фель, устар. Гавель, Хавель (нем. Havel [ˈhaːfl̩]) — река на северо-востоке Германии, правый приток Эльбы.
Длина реки — 333,7 км, площадь водосборного бассейна — 23 858 км². Средний расход воды — около 88,8 м³/с. Основной приток — Шпрее.
На протяжении большей части своей длины Хафель судоходен и является важной транспортной магистралью между востоком и западом Германии. От истока к устью на реке расположены города: Ораниенбург, Берлин, Потсдам, Бранденбург-на-Хафеле, Ратенов, Хафельберг.
В Средневековье река именовалась Гавола (н.-луж. Habola, в.-луж. Habola, пол. Hawela, чеш. Havola), её берега населяло славянское племя гавелян.

## Течение реки

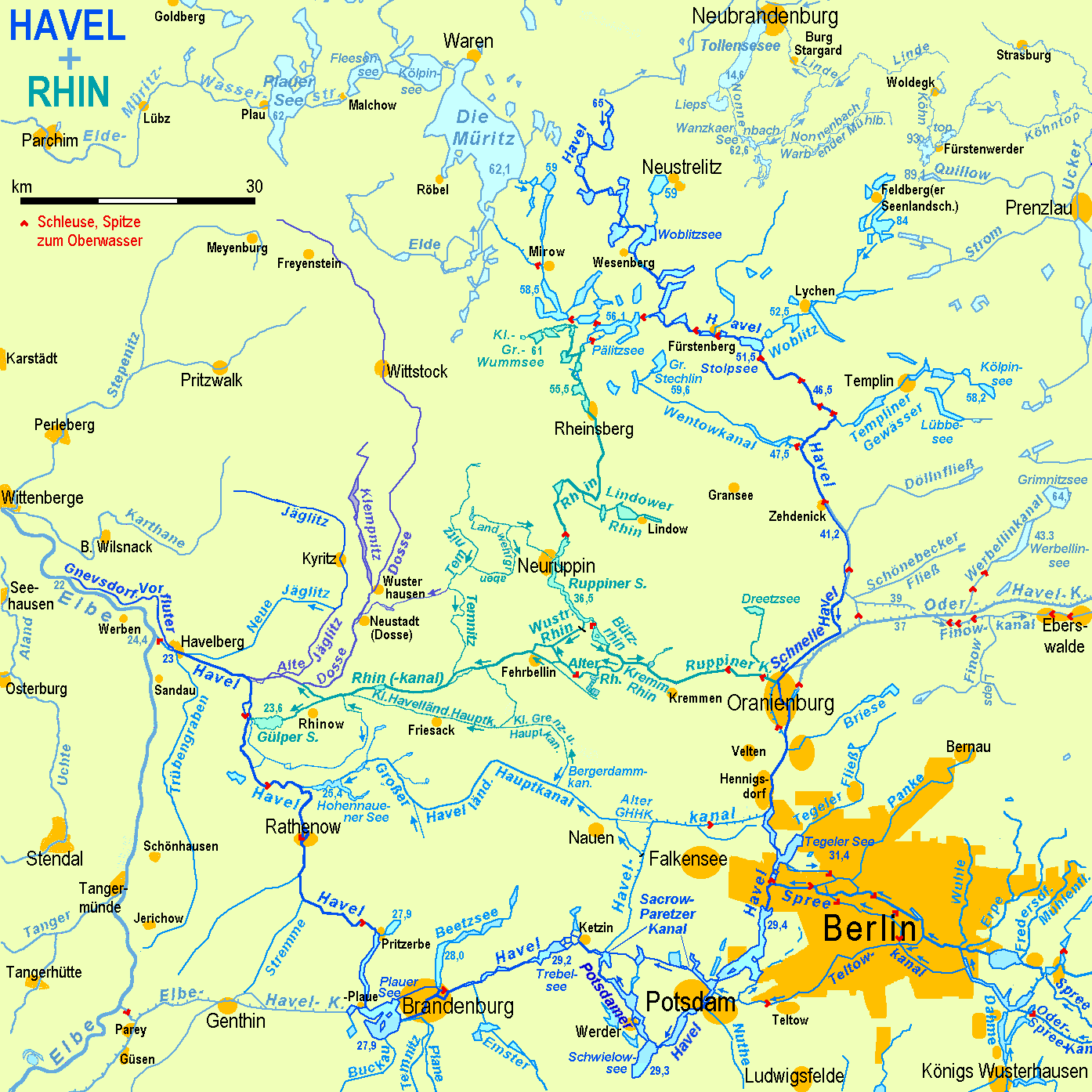

Исток реки находится в Мекленбургском поозёрье, между озером Мюриц и городом Нойбранденбург. Заметного источника нет, но река берёт своё начало в озёрах вблизи Анкерсхагена. Оттуда река сначала течёт на юг, у Потсдама поворачивает на запад, и, в конечном итоге, впадает в Эльбу, которая в свою очередь впадает в Северное море. В своём верхнем течении, а также между Берлином и Бранденбургом-на-Хафеле, река образует несколько озёр.
Регион вокруг среднего Хафеля называется Хафельланд. Он состоит из песчаных холмов и низинных болот.

## Навигация
Река Хафель судоходна от Мекленбургского поозёрья до впадения в Эльбу. С точки зрения навигации, Хафель можно разделить на четыре части с несколько отличными характеристиками и управлением:
- от начала судоходства до Либенвальде
- от Либенвальде до Шпандау
- от Шпандау до Плауэ
- от Плауэ до Хафельберга

## Фотогалерея

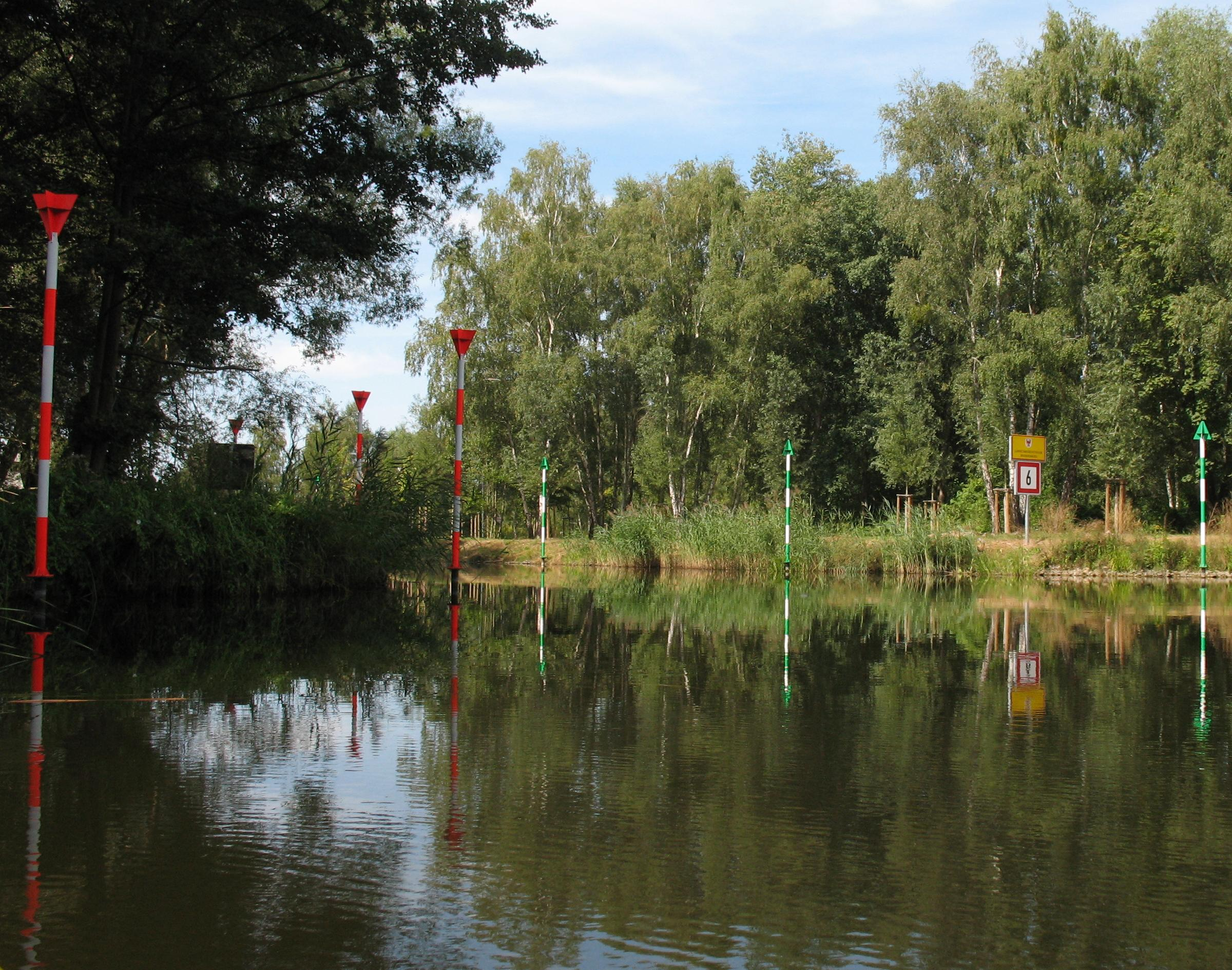
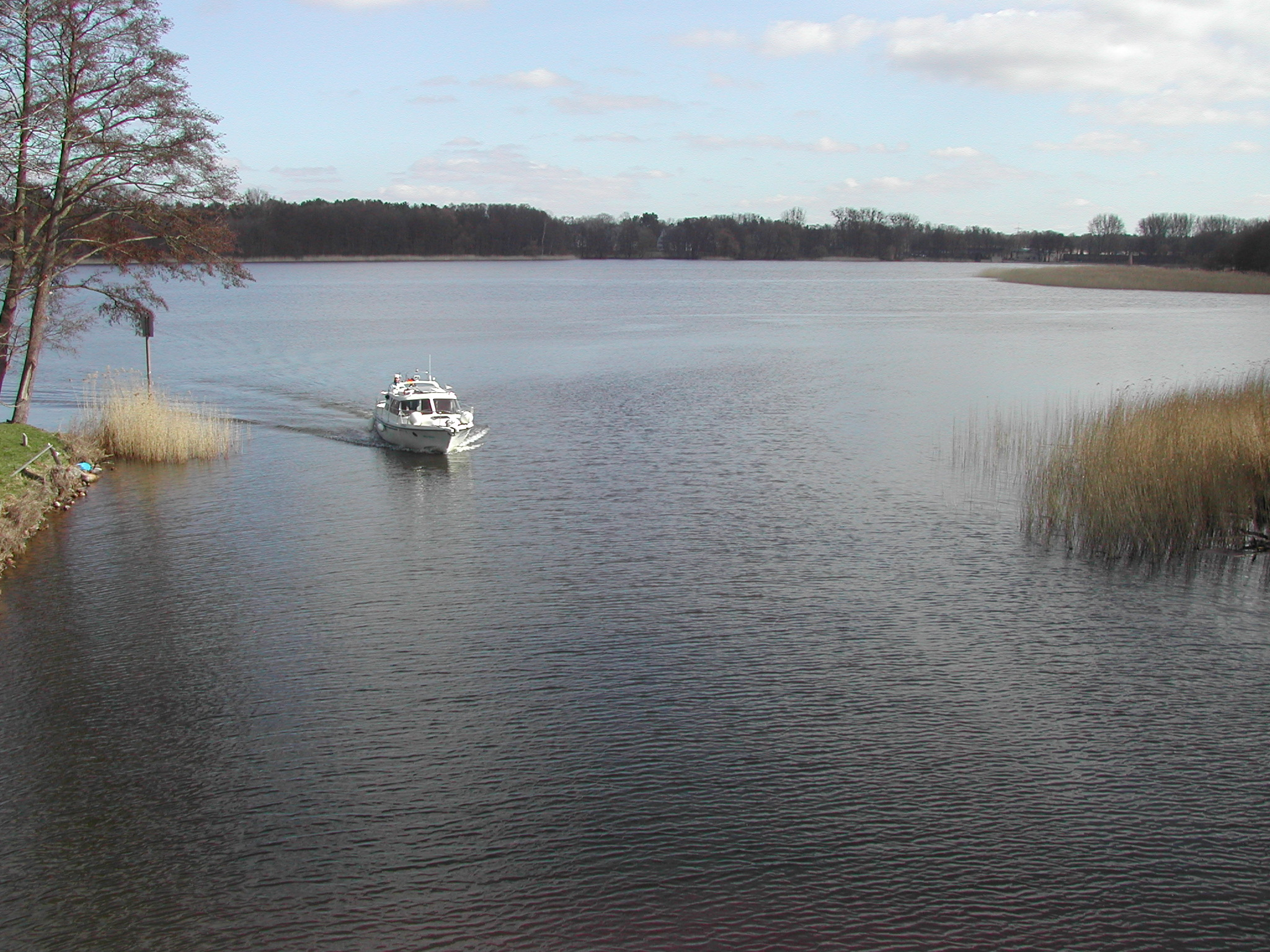
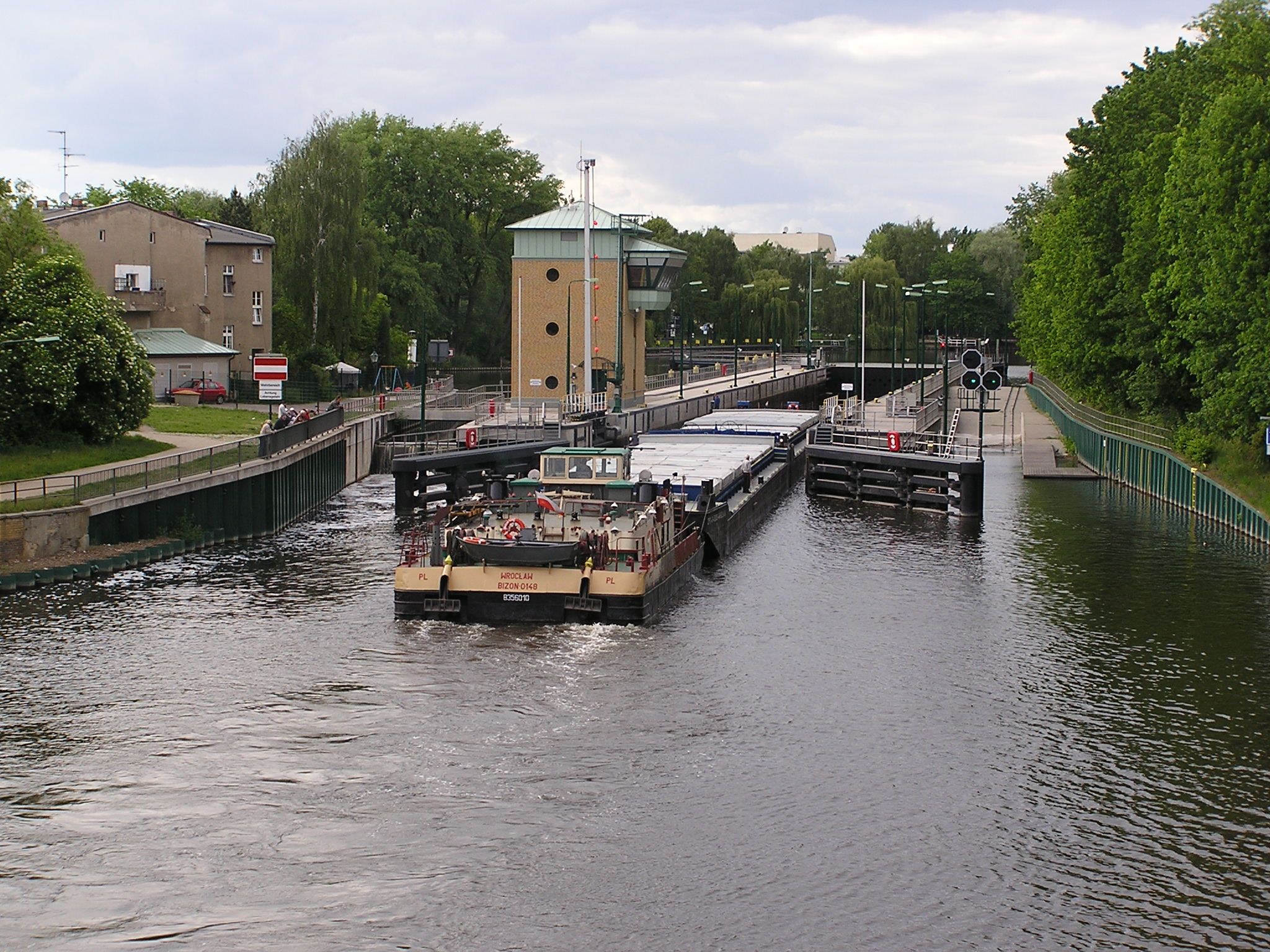
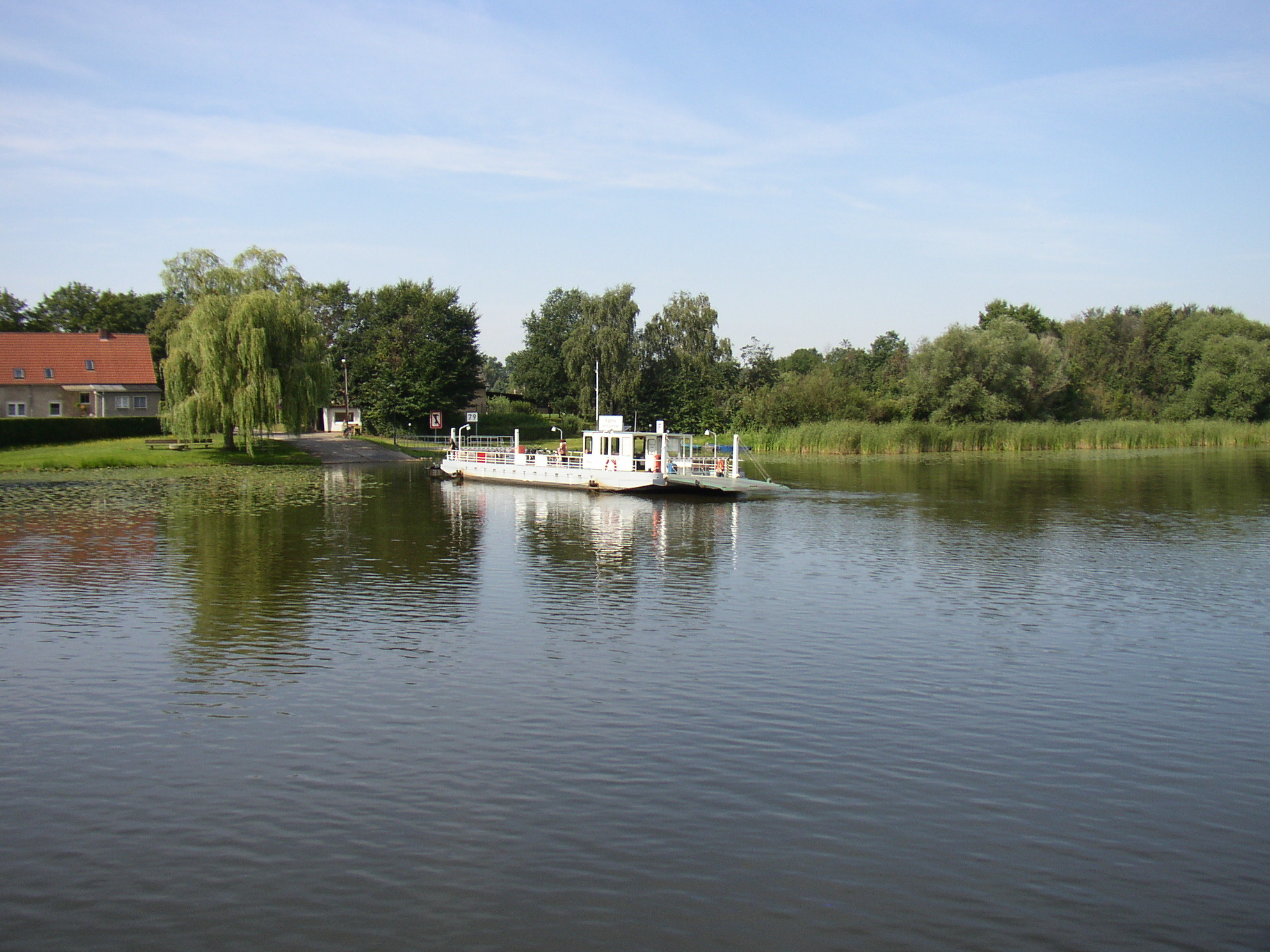